# Polyergus oligergus
Polyergus oligergus  (лат.) — вид муравьёв-рабовладельцев из рода муравьёв-амазонок подсемейства Формицины (Formicinae). Эндемик США.

## Описание
Муравьи красно-коричневого цвета с саблевидными (без зубцов) жвалами, самцы чёрные. Встречаются в США (Флорида). Ведут «рабовладельческий» образ жизни, используя в качестве рабов муравьёв рода Formica (Formica archboldi).
Длина головы (HL) 1.32-1.66 мм, ширина головы (HW) 1.28-1.63, длина скапуса усиков (SL) 1.40-1.61, головной индекс (CI) 94-102, индекс скапуса (SI) 93—113, общая длина (TL) 5.23-6.94 мм.